# Atletismo nos Jogos Pan-Americanos de 2007 - Lançamento de martelo masculino
O lançamento de martelo masculino foi um dos eventos do atletismo nos Jogos Pan-Americanos de 2007, no Rio de Janeiro. A prova foi disputada no Estádio Olímpico João Havelange no dia 25 de julho com 13 atletas de 10 países.

## Medalhistas
| Ouro   | CAN James Steacy       |
| Prata  | USA Kibwe Johnson      |
| Bronze | ARG Juan Ignacio Cerra |

## Recordes
Recordes mundiais e pan-Americanos antes da disputa dos Jogos Pan-Americanos de 2007.
| Tipo                             | Atleta       | Distância | Local     | Data                 |
| -------------------------------- | ------------ | --------- | --------- | -------------------- |
|                                  | Yuriy Sedykh | 86,74 m   | Stuttgart | 30 de agosto de 1986 |
| Recorde dos Jogos Pan-Americanos | Lance Deal   | 79,61 m   | Winnipeg  | 27 de julho de 1999  |

## Resultados

### Final
A final do lançamento de martelo masculino foi disputada em 25 de julho as 15:48 (UTC-3).
| Pos.              | Atleta              | País               | 1     | 2     | 3     | 4     | 5     | 6     | Result. |
| ----------------- | ------------------- | ------------------ | ----- | ----- | ----- | ----- | ----- | ----- | ------- |
| Medalha de ouro   | James Steacy        | CAN Canadá         | 71.60 | 73.77 | 71.14 | X     | 73.52 | 71.31 | 73.77 m |
| Medalha de prata  | Kibwe Johnson       | USA Estados Unidos | X     | 69.08 | X     | 70.72 | 68.93 | 73.23 | 73.23 m |
| Medalha de bronze | Juan Ignacio Cerra  | ARG Argentina      | 70.61 | 71.57 | 68.24 | 69.92 | 70.89 | 72.12 | 72.12 m |
| 4                 | A.G. Kruger         | USA Estados Unidos | 66.31 | 65.82 | 68.48 | 68.71 | 66.74 | 67.40 | 68.71 m |
| 5                 | Patricio Palma      | CHI Chile          | 65.60 | 67.86 | 66.07 | X     | 67.80 | 66.82 | 67.86 m |
| 6                 | Noleysis Bicet      | CUB Cuba           | 67.51 | 66.61 | 66.98 | X     | 67.40 | 66.44 | 67.51 m |
| 7                 | Wagner Domingos     | BRA Brasil         | 62.50 | 63.38 | 64.11 | 62.18 | 64.03 | 65.27 | 65.27 m |
| 8                 | Aldo Bello          | VEN Venezuela      | 61.78 | 63.98 | 63.25 | 63.53 | X     | 62.33 | 63.98 m |
| 9                 | Marcos Santos       | BRA Brasil         | 61.86 | X     | 61.58 |       |       |       | 61.86 m |
| 10                | Leonardo Pino       | CHI Chile          | 60.75 | 61.61 | 61.47 |       |       |       | 61.61 m |
| 11                | Raul Rivera         | GUA Guatemala      | 60.10 | X     | 57.66 |       |       |       | 60.10 m |
| 12                | Roberto Sawyers     | CRC Costa Rica     | X     | X     | 57.45 |       |       |       | 57.45 m |
| 13                | Michael Letterlough | CAY Ilhas Cayman   | X     | 55.30 | X     |       |       |       | 55.30 m |